# Canal Grande (Canaletto)
Questo dipinto che rappresenta il Canal Grande di Venezia è opera di Giovanni Antonio Canal, detto  il Canaletto (1697-1768) ed è inserito in una cornice, dorata e bella.

## Descrizione
In questa opera di Canaletto è visibile il Canal Grande di Venezia, nel tratto compreso fra il Palazzo Balbi e il Ponte di Rialto. Un dipinto dello stesso autore, con analogo soggetto e appartenente alla stessa epoca, ma con piccole varianti (in particolare la forma e posizione delle imbarcazioni), è conservato all'Accademia Carrara di Bergamo.
Gli storici dell'arte Constable e Puppi lo hanno datato 1726-1728, mentre nel catalogo della mostra parigina del 1960 questo dipinto è riferito al 1730 circa.

### Esposizioni
- Venise au XVIII-XIX siècles, Parigi, 1919
- Venezia vive, Salisburgo, 1955
- La peinture italienne au XVIIIe siècle, Parigi, 1960-1961
- Canaletto: prima maniera, Venezia, 2001
- Canaletto: il trionfo della veduta, Roma, 2005
- Canaletto. Venezia e i suoi splendori, Treviso, 2008-2009
- Canaletto. Il "Quaderno veneziano", Venezia, 2012
- Canaletto à Venise, Parigi, 2012-2013